# Michael Calce
Michael Calce (rojen 1986), je heker iz Kanade, znan tudi kot MafiaBoy. Februarja leta 2000 je kot dijak srednje šole Île Bizard, Quebec izvedel DoS napade na strežnike večjih podjetij in organizacij, vključno z Yahoo!, Fifa, Amazon, Dell, E*TRADE, eBay in CNN. 

## Zgodnje življenje
Calce se je rodil na območju zahodnega otoka Montreal, Quebec. Pri petih letih sta se starša ločila, po dobljeni bitki za skrbništvo je živel z materjo. Med vikendi je obiskoval očeta v Montrealu. Ker se je doma počutil izoliranega od svojih prijateljev, mu je oče pri šestih letih kupil računalnik. Svojo izkušnjo z računalnikom opisuje, kot zelo intenzivno:: “Spomnijam se, da sem poslušal, kako računalnik piska in obdeluje ukaze. Spominjam se, kako se je zaslon zasvetil pred mojim obrazom. Bilo je nekaj opojnega glede ideje same, da lahko računalnik naredi vse, kar mu ukažeš. Računalnik mi je dal občutek nadzora in ukaza. Nič drugega v mojem svetu ni delovalo tako.”

## Projekt Rivolta
7. februarja 2000 je Calce napad usmeril v Yahoo!. V okviru projekta, ki ga je poimenoval Rivolta, kar v italijanščini pomeni “nemiri” je izvajal DoS napade. V tem času je bilo Yahoo! spletno podjetje vredno več milijard dolarjev in najboljši spletni iskalnik. S tem projektom je Calcu uspelo onesposobiti Yahoo! za skoraj eno uro, prav tako je napade usmeril na eBay, CNN, Amazon in Dell.
V intervjuju leta 2011 je Calce trdil, da so se napadi začeli povsem nezavedno. V orodje, ki ga je prenesel iz skladišča na platformi za izmenjavo datotek Hotline, ki jo je razvila Hotline Communications je vnesel znane naslove omenjenih podjetij. Nato naj bi odšel v šolo in pozabil na aplikacijo, ki je večino dneva nadaljevala z napadi. Ko se je vrnil domov, pa je ugotovil, da se je njegov računalnik zrušil, nato ga je znova zagnal, ne da bi vedel, kaj se je čez dan dogajalo. Šele preko novic, ki so poročala o napadih na tista podjetja, je ugotovil, kaj se je dejansko zgodilo.

## Pomembnost
Računalniški strokovnjak Winn Schwartau je na zaslišanju pred člani kongresa Združenih držav Amerike dejal, da so “dandanes vladni in komercialni računalniški sistemi zelo nezaščiteni.” Calce je preko teh napadov pokazal,kako ranljivi so računalniški sistemi povezani na splet. Dejstvo, da je največjo spletno stran na svetu zaprl dijak, je ustvarila široko paniko. Nekdanji agent CIE Craig Guent priznava Calcejevemu prispevku pomembnost za znatno povečanje spletne varnosti, ki je potekala v naslednjem desetletju.

## Kasnejša leta
V drugi polovici leta 2005 je napisal prispevek na temo računalniške varnosti za Le Journal de Montréal. Konec leta 2008 je z novinarjem Craigom Silvemanom napisal knjigo Mafiaboy: Kako sem strmoglavil internet in zakaj je še vedno zlomljen leta 2011 pa še eno z naslovom Mafiaboy: Portret hekerja kot mladeniča. 26. oktobra 2008 je na televizijskem programu Tout le monde en parle razpravljal o svoji knjigi. Leta 2016 pa je odprl svoje spletno varnostno podjetje [Optimal Secure].